# Chariot fusée SE 1910
Le chariot-fusée lanceur d'engins SE 1910 sur rail de la SNCASE Cannes est un prototype conçu pour permettre les essais de fusées de la SNCASE et de la SNCAC ainsi que les prototypes thermo-répulsifs de René Leduc. Il a été construit en 1951 avec une voie ferrée à 3 rails sur la base d’Istres.
Il est équipé de propulseurs fusées à liquide SEPR 9 pour l’accélération et la décélération.
Quatre exemplaires ont été construits, ils réaliseront en tout 50 essais à partir du 15 février 1952.
Le 28 mars 1952, le prototype bat le record de vitesse sur rail en atteignant la vitesse de 328 km/h.
L'un des prototypes SE 1910 est préservé et exposé sur la base aérienne d'Istres, surmonté d'une copie d'un V1, probablement un ARSAERO CT 10, ainsi que la voie d’essai, cette dernière portant en hommage à son créateur le nom de « voie Leduc ».